# Стандіш (Мічиган)
Стандіш (англ. Standish) — місто (англ. city) в США, в окрузі Аренак штату Мічиган. Населення — 1458 осіб (2020).

## Географія
Стандіш розташований за координатами 43°58′40″ пн. ш. 83°57′50″ зх. д. / 43.97778° пн. ш. 83.96389° зх. д. (43.977711, -83.963989).  За даними Бюро перепису населення США в 2010 році місто мало площу 5,58 км², з яких 5,58 км² — суходіл та 0,00 км² — водойми.

## Демографія
Згідно з переписом 2010 року, у місті мешкало 1509 осіб у 619 домогосподарствах у складі 353 родин. Густота населення становила 270 осіб/км².  Було 682 помешкання (122/км²).
Расовий склад населення:
| - 95,3 % — білих - 1,5 % — корінних американців - 0,5 % — чорних або афроамериканців - 0,4 % — азіатів |

До двох чи більше рас належало 1,6 %. Частка іспаномовних становила 2,6 % від усіх жителів.
За віковим діапазоном населення розподілялося таким чином: 23,6 % — особи молодші 18 років, 58,6 % — особи у віці 18—64 років, 17,8 % — особи у віці 65 років та старші. Медіана віку мешканця становила 40,0 року. На 100 осіб жіночої статі у місті припадало 92,7 чоловіків;  на 100 жінок у віці від 18 років та старших — 84,5 чоловіків також старших 18 років.
Середній дохід на одне домашнє господарство  становив 40 164 долари США (медіана — 25 707), а середній дохід на одну сім'ю — 50 002 долари (медіана — 36 111). За межею бідності перебувало 34,0 % осіб, у тому числі 35,9 % дітей у віці до 18 років та 17,8 % осіб у віці 65 років та старших.
Цивільне працевлаштоване населення становило 518 осіб. Основні галузі зайнятості: освіта, охорона здоров'я та соціальна допомога — 24,3 %, виробництво — 16,8 %, мистецтво, розваги та відпочинок — 16,6 %.